# Kristus konungens institut

Institutets vapensköld

Kristus konungens institut, grundades 1990 nära Florens och är ett internationellt katolskt prästsällskap (formellt: sällskap för apostoliskt liv) som firar den äldre romerska liturgin, ibland kallad tridentinsk liturgi eller usus antiquior. I den latinska delen av katolska kyrkan var denna liturgi allmän fram till 1969/1970. I och med påven Benediktus XVI:s skrivelse Summorum pontificum är den åter en normerande del av den romerska liturgin.
Institutet, som i andligt hänseende betonar samklangen mellan gudomligt och mänskligt, växer snabbt, inte minst i USA, där det utmärkt sig för sina omfattande kyrkorenoveringsprojekt. Under tiden 2005-2011 besökte medlemmar av Kristus konungens institut regelbundet Sverige på den katolske biskopens uppdrag. Mässa firades då i Stockholm och i Skåne. 1 november 2011 flyttade en av dess präster till Stockholm. Han blev det svenska katolska stiftets "särskilde själasörjare" för den äldre romerska riten. Institutet firar dagligen mässa i Sätra kyrka i Stockholm.

## Kordräkt
Präster, superiorer samt generalpriorn